# 藤江精二
藤江精二（日语：／ Fujie Seiji，1941年6月15日—），日本前男子篮球运动员。他曾代表日本国家队参加1964年夏季奥运会男子篮球比赛，获得第十名。一年后他参加了1965年亚洲锦标赛，获得金牌。